# Marius Hiller
Marius "Bubi" Hiller, ou  Hiller III, né le 5 août 1892 à Pforzheim (Bade-Wurtemberg) et mort le 17 octobre 1964 à Buenos Aires (Argentine), est un footballeur allemand et argentin des années 1910 et 1920. 
Neveu d'Arthur Hiller, il fut international allemand à 3 reprises (1910-1911) pour un but inscrit. Il inscrivit son seul et unique but avec l'Allemagne contre la Suisse. Il joua aussi contre l'Angleterre et l'Autriche.
Il fut aussi international argentin à 2 reprises (1916) pour 4 buts. Ses deux sélections furent jouées contre l'Uruguay. Dans le premier match, il inscrivit un but et dans le second, il réalisa un triplé.
Il commença sa carrière au 1.FC Pforzheim puis 1911-12 en Suisse au FC La Chaux-de-Fonds et 1914 en Argentine au CA All Boys dans la deuxième division.

## Clubs
C'est correct et ne pas le contenu du "infobox".
- 1901–1912 : 1. FC Pforzheim
- 1911–1912 : FC La Chaux-de-Fonds
- 1914 : CA All Boys
- 12/1914 : CA River Plate
- 1915-1917 ou 18 : Club de Gimnasia y Esgrima (BA)
- 1919-1921 : 1. FC Pforzheim
- 1921-1922 : CA Estudiantil Porteño
- 1924 : Sportivo Barracas
- 1925 : CA All Boys

## Palmarès
- Championnat d'Argentine de football : meilleur buteur de 1916 avec 16 buts.